# Destructhor
Destructhor est un guitariste norvégien né le 8 mars 1978.

## Biographie
Il commence sa carrière au sein de plusieurs groupes de death metal et black metal norvégiens. Il était membre du groupe américain Morbid Angel de 2008 à 2015.